# 奇异獾蛛
奇异獾蛛（学名：Trochosa ruricola）为狼蛛科獾蛛属的动物。雌性15毫米，但可以达到25毫米，而雄性为10毫米。分布于欧洲、美洲以及中国大陆的新疆等地，多栖息于林间草丛、果园以及稻田。该物种的模式产地在欧洲。